# Championnats d'Europe d'athlétisme par équipes 2017
Navigation
La 7e édition des Championnats d'Europe d'athlétisme par équipes se déroule du 23 au 25 juin 2017 dans quatre sites différents selon les ligues concernées. La Super Ligue se tient dans l'enceinte du Stadium Lille Métropole à Villeneuve-d'Ascq (France). Il n'y a pas eu de championnats par équipes en 2016 en raison des Jeux olympiques.

## Super Ligue
Le 22 juin 2015, Svein Arne Hansen annonce qu'il envisage de changer à l'avenir la formule des Championnats par équipes en faisant le bilan de la 6e édition à Tcheboksary. Il souhaite revenir à une formule avec huit équipes par ligue afin d'éviter des séries ou la longueur des concours (bien que ces derniers soient restreints à quatre essais ou quatre erreurs). Il confie cette réforme au comité des épreuves de l'EAA. Il envisage même de regrouper dans un même stade les 8 équipes de Super Ligue et de Première Ligue sur deux jours afin de rendre plus dense la compétition et de faire dérouler par exemple le lancer de poids au centre-ville et les épreuves du disque et du marteau le vendredi précédant la compétition. Finalement, le comité technique retient une compétition en trois jours, avec des séries au sprint et aux relais le vendredi et des finales à 8 dans ces épreuves les samedis et dimanches, afin d'éviter des courses A et B comme lors des compétitions précédentes.
Le 27 octobre 2016 est effectué le tirage au sort des couloirs et des concours, avec Tel Aviv qui remplace Ljubljana initialement annoncée comme siège de la Deuxième Ligue et Tbilissi qui n'est pas confirmée pour la Troisième Ligue (ville à choisir, qui sera finalement Marsa). Le tirage au sort est effectué par Karel Pilny, dans la nouvelle Maison de l'athlétisme européen à Lausanne. 48 équipes participeront en 2017, avec finalement 12 équipes pour chaque ligue (sauf ^pour la Super Ligue avec 11 équipes). En effet, la Russie, pourtant vainqueur en titre, a initialement été tirée au sort comme devant faire partie de la Super Ligue mais sa participation effective était alors subordonnée à la réintégration de la Fédération russe d'athlétisme (ARAF) par l'IAAF, réintégration qui est exclue en 2017.

### Pays participants
| - Allemagne - Biélorussie - Espagne - France - Grèce - Italie | - Pays-Bas - Pologne - Tchéquie - Royaume-Uni - Ukraine |

La République tchèque, la Grèce et les Pays-Bas ont été promus de Première Ligue en 2015. La Russie est reléguée en 1re Ligue en 2019 avec les équipes classées 10e et 11e, la Biélorussie et les Pays-Bas.

### Tableau synthétique des résultats
| Event | Event   | BLR   | CZE   | FRA | GER   | GBR | GRE   | ITA | NED | POL | ESP   | UKR   |
| --- | ------- | ----- | ----- | --- | ----- | --- | ----- | --- | --- | --- | ----- | ----- |
| 100 mètres | H       | 1     | 6     | 4   | 10    | 11  | 8     | 5   | 9   | 3   | 7     | 2     |
| 100 mètres | F       | 7     | 5     | 11  | 10    | 9   | 6     | 4   | 8   | 0   | 3     | 0     |
| 200 mètres | H       | 1     | 8     | 10  | 5     | 7   | 9     | 2   | 3   | 6   | 4     | 11    |
| 200 mètres | F       | 7     | 2     | 4   | 9     | 8   | 11    | 1   | 3   | 10  | 6     | 5     |
| 400 mètres | H       | 2     | 3     | 7   | 6     | 11  | 1     | 9   | 4   | 10  | 8     | 5     |
| 400 mètres | F       | 2     | 1     | 4   | 9     | 6   | 5     | 7   | 11  | 8   | 3     | 10    |
| 800 mètres | H       | 7     | 5     | 4   | 3     | 9   | 2     | 10  | 11  | 0   | 6     | 8     |
| 800 mètres | F       | 5     | 4     | 2   | 7     | 3   | 6     | 10  | 1   | 8   | 9     | 11    |
| 1 500 mètres | H       | 1     | 7     | 8   | 9     | 10  | 2     | 5   | 4   | 11  | 6     | 3     |
| 1 500 mètres | F       | 8     | 5     | 4   | 11    | 3   | 1     | 2   | 6   | 10  | 7     | 9     |
| 3 000 mètres | H       | 1     | 11    | 8   | 7     | 10  | 2     | 6   | 4   | 3   | 9     | 5     |
| 3 000 mètres | F       | 4     | 9     | 1   | 10    | 3   | 2     | 6   | 8   | 11  | 7     | 5     |
| 5 000 mètres | H       | 4     | 1     | 6   | 9     | 10  | 3     | 8   | 2   | 7   | 11    | 5     |
| 5 000 mètres | F       | 5     | 4     | 8   | 9     | 6   | 1     | 2   | 3   | 7   | 11    | 10    |
| 3000 mètre steeple | H       | 5     | 2     | 11  | 6     | 8   | 3     | 7   | 4   | 9   | 10    | 1     |
| 3000 mètre steeple | F       | 4     | 7     | 5   | 11    | 10  | 1     | 8   | 2   | 3   | 9     | 6     |
| 110/100 mètres haies | H       | 3     | 2     | 10  | 6     | 9   | 7     | 5   | 4   | 8   | 11    | 1     |
| 110/100 mètres haies | F       | 10    | 2     | 7   | 11    | 6   | 8     | 3   | 0   | 4.5 | 4.5   | 9     |
| 400 mètres haies | H       | 2     | 6     | 7   | 5     | 11  | 1     | 8   | 3   | 9   | 10    | 4     |
| 400 mètres haies | F       | 2     | 8     | 6   | 5     | 11  | 4     | 10  | 3   | 7   | 1     | 9     |
| 4 x 100 mètres | H       | 2     | 3     | 9   | 10    | 11  | 4     | 6   | 7   | 5   | 1     | 8     |
| 4 x 100 mètres | F       | 3     | 5     | 0   | 11    | 0   | 4     | 8   | 7   | 10  | 6     | 9     |
| 4 x 400 mètres | H       | 1     | 9     | 7   | 6     | 3   | 2     | 5   | 10  | 8   | 11    | 4     |
| 4 x 400 mètres | F       | 1     | 2     | 7   | 9     | 8   | 4     | 6   | 5   | 11  | 3     | 10    |
| Saut en hauteur | H       | 5     | 2     | 11  | 9     | 3.5 | 7.5   | 10  | 3.5 | 7.5 | 1     | 6     |
| Saut en hauteur | F       | 4.5   | 8.5   | 1   | 10    | 4.5 | 7     | 8.5 | 2.5 | 11  | 2.5   | 6     |
| Saut à la perche | H       | 1     | 8     | 11  | 9.5   | 4   | 5     | 2.5 | 6   | 7   | 9.5   | 2.5   |
| Saut à la perche | F       | 10    | 8     | 9   | 0     | 6   | 11    | 2   | 7   | 4   | 3     | 5     |
| Saut en longueur | H       | 4     | 9     | 6   | 2     | 11  | 7     | 5   | 1   | 8   | 10    | 3     |
| Saut en longueur | F       | 4     | 3     | 10  | 11    | 8   | 2     | 6   | 1   | 7   | 5     | 9     |
| Triple saut | H       | 6     | 1     | 8   | 11    | 10  | 7     | 3   | 2   | 5   | 9     | 4     |
| Triple saut | F       | 5     | 8     | 9   | 10    | 3   | 11    | 2   | 1   | 7   | 4     | 6     |
| Lancer du poids | H       | 7     | 11    | 8   | 10    | 2   | 6     | 4   | 1   | 9   | 5     | 3     |
| Lancer du poids | F       | 11    | 1     | 7   | 8     | 2   | 3     | 5   | 10  | 9   | 6     | 4     |
| lancer du disque | H       | 3     | 4     | 9   | 11    | 7   | 1     | 5   | 8   | 10  | 6     | 2     |
| lancer du disque | F       | 1     | 7     | 11  | 10    | 2   | 9     | 6   | 3   | 5   | 4     | 8     |
| Lancer du marteau | H       | 10    | 0     | 8   | 5     | 9   | 4     | 6   | 2   | 11  | 3     | 7     |
| Lancer du marteau | F       | 11    | 5     | 8   | 4     | 7   | 2     | 3   | 1   | 10  | 6     | 9     |
| Lancer du javelot | H       | 8     | 11    | 2   | 9     | 4   | 10    | 5   | 3   | 7   | 1     | 6     |
| Lancer du javelot | F       | 10    | 11    | 2   | 8     | 3   | 7     | 5   | 1   | 9   | 4     | 6     |
| Country | Country | BLR   | CZE   | FRA | GER   | GBR | GRE   | ITA | NED | POL | ESP   | UKR   |
| Total | Total   | 188.5 | 214.5 | 270 | 321.5 | 269 | 196.5 | 221 | 175 | 295 | 242.5 | 236.5 |
| 1er : 12 pts ; 2e : 11 pts ; 3e : 10 pts ; 4e : 9 pts ; 5e : 8 pts ; 6e : 7 pts ; 7e : 6 pts ; 8e : 5 pts ; 9e : 4 pts ; 10e : 3 pts ; 11e : 2 pts ; 12e : 1 pt. Aucun point n'est attribué en cas de disqualification, d'abandon, et lorsqu'un athlète ne réalise pas de marque mesurée lors d'un concours En cas d'égalité, les athlètes se partagent le même nombre de points (ex : 5,5 pts pour les athlètes ex æquo à la 7e place). |         |       |       |     |       |     |       |     |     |     |       |       |

### Podiums

#### Hommes
| Épreuve | Or                                                                           | Or                | Argent                                                                         | Argent             | Bronze                                                                    | Bronze             |
| --- | ---------------------------------------------------------------------------- | ----------------- | ------------------------------------------------------------------------------ | ------------------ | ------------------------------------------------------------------------- | ------------------ |
| 100 m | Harry Aikines-Aryeetey Royaume-Uni                                           | 10 s 21           | Julian Reus Allemagne                                                          | 10 s 27            | Churandy Martina Pays-Bas                                                 | 10 s 30            |
| 200 m | Serhiy Smelyk Ukraine                                                        | 20 s 53 (SB)      | Mickaël-Méba Zeze France                                                       | 20 s 57            | Lykourgos-Stefanos Tsakonas Grèce                                         | 20 s 59            |
| 400 m | Dwayne Cowan Royaume-Uni                                                     | 45 s 46 (PB)      | Rafał Omelko Pologne                                                           | 45 s 53            | Davide Re Italie                                                          | 45 s 56 (PB)       |
| 800 m | Thijmen Kupers Pays-Bas                                                      | 1 min 47 s 18     | Giordano Benedetti Italie                                                      | 1 min 47 s 94      | James Bowness Royaume-Uni                                                 | 1 min 48 s 19      |
| 1500 m | Marcin Lewandowski Pologne                                                   | 3 min 53 s 40     | Jake Wightman Royaume-Uni                                                      | 3 min 53 s 72      | Timo Benitz Allemagne                                                     | 3 min 54 s 28      |
| 3 000 m | Jakub Holuša Tchéquie                                                        | 7 min 57 s 60     | Marc Scott Royaume-Uni                                                         | 7 min 58 s 52 (PB) | Carlos Mayo Espagne                                                       | 7 min 58 s 97 (PB) |
| 5 000 m | Antonio Abadía Espagne                                                       | 13 min 59 s 40    | Nick Goolab Royaume-Uni                                                        | 13 min 59 s 72     | Amanal Petros Allemagne                                                   | 13 min 59 s 83     |
| 3 000 m steeple | Mahiedine Mekhissi-Benabbad France                                           | 8 min 26 s 71     | Sebastián Martos Espagne                                                       | 8 min 27 s 46      | Krystian Zalewski Pologne                                                 | 8 min 33 s 02      |
| 110 m haies | Orlando Ortega Espagne                                                       | 13 s 20 (=CR)     | Aurel Manga France                                                             | 13 s 35            | David Omoregie Royaume-Uni                                                | 13 s 36            |
| 400 m haies | Jack Green Royaume-Uni                                                       | 49 s 47           | Sergio Fernández Espagne                                                       | 49 s 72            | Patryk Dobek Pologne                                                      | 49 s 79            |
| 4 × 100 m | Royaume-Uni Chijindu Ujah Zharnel Hughes Danny Talbot Harry Aikines-Aryeetey | 38 s 08 (CR)      | Allemagne Julian Reus Robert Hering Roy Schmidt Aleixo-Platini Menga           | 38 s 30            | France Ben Bassaw Gautier Dautremer Mickael-Meba Zeze Guy-Elphège Anouman | 38 s 68            |
| 4 × 400 m | Espagne Óscar Husillos Lucas Búa Darwin Echeverry Samuel García              | 3 min 2 s 32 (EL) | Pays-Bas Maarten Stuivenberg Liemarvin Bonevacia Terrence Agard Bjorn Blauwhof | 3 min 2 s 37 (NR)  | Tchéquie Jan Tesař Pavel Maslák Vít Müller Patrik Šorm                    | 3 min 3 s 31       |
| Saut en hauteur | Mickaël Hanany France                                                        | 2,26 m (SB)       | Marco Fassinotti Italie                                                        | 2,22 m             | Eike Onnen Allemagne                                                      | 2,22 m             |
| Saut à la perche | Renaud Lavillenie France                                                     | 5,80 m            | Igor Bychkov Espagne Hendrik Gruber Allemagne                                  | 5,55 m             |                                                                           |                    |
| Saut en longueur | Dan Bramble Royaume-Uni                                                      | 8,00 m (=SB)      | Eusebio Cáceres Espagne                                                        | 7,96 m             | Radek Juška Tchéquie                                                      | 7,86 m             |
| Triple saut | Max Heß Allemagne                                                            | 17,02 m (=SB)     | Ben Williams Royaume-Uni                                                       | 16,73 m (SB)       | Pablo Torrijos Espagne                                                    | 16,71 m            |
| Lancer du poids | Tomáš Staněk Tchéquie                                                        | 21,63 m (CR)      | David Storl Allemagne                                                          | 21,23 m (SB)       | Konrad Bukowiecki Pologne                                                 | 20,83 m            |
| Lancer du disque | Robert Harting Allemagne                                                     | 66,30 m (SB)      | Robert Urbanek Pologne                                                         | 66,25 m (SB)       | Lolassonn Djouhan France                                                  | 64,35 m            |
| Lancer du marteau | Paweł Fajdek Pologne                                                         | 78,29 m           | Pavel Bareisha Biélorussie                                                     | 77,52 m            | Nick Miller Royaume-Uni                                                   | 76,65 m            |
| Lancer du javelot | Jakub Vadlejch Tchéquie                                                      | 87,95 m (CR)      | Ioánnis Kiriazís Grèce                                                         | 86,33 m            | Thomas Röhler Allemagne                                                   | 84,22 m            |
| Records et Performances - AR : Record continental (area record) - CR : Record des championnats (championship record) - MR : Record du meeting (meet record) - NR : Record national (national record) - OR : Record olympique (olympic record) - PR : Record paralympique (paralympic record) - PB : Record personnel (personal best) - SB : Meilleure performance personnelle de la saison (season's best) - WL : Meilleure performance mondiale de l'année (world leader) - WJR : Record du monde junior (world junior record) - WR : Record du monde (world record) Circonstances et Conditions - DNF : N'a pas terminé (did not finish) - DNS : N'a pas pris le départ (did not start) - DQ : Disqualification (disqualification) - NM : Aucun essai valable enregistré (No Mark) - Q : Qualifié « directement » au prochain tour (ou à la prochaine compétition), lors d'une compétition majeure, grâce au classement ou à la réalisation des minima (automatic qualifier) - q : Qualifié au prochain tour (ou à la prochaine compétition), lors d'une compétition majeure, grâce au repêchage ou à la réalisation de l'une des meilleures performances parmi celles des « non qualifiés directement » (grâce au meilleur temps ou à la meilleure distance par exemple) (secondary qualifier) |                                                                              |                   |                                                                                |                    |                                                                           |                    |

#### Femmes
| Épreuve | Or                                                                             | Or                 | Argent                                                                    | Argent              | Bronze                                                                  | Bronze             |
| --- | ------------------------------------------------------------------------------ | ------------------ | ------------------------------------------------------------------------- | ------------------- | ----------------------------------------------------------------------- | ------------------ |
| 100 m | Carolle Zahi France                                                            | 11 s 19            | Gina Lückenkemper Allemagne                                               | 11 s 35             | Corinne Humphreys Royaume-Uni                                           | 11 s 50            |
| 200 m | María Belibasáki Grèce                                                         | 22 s 76 (PB)       | Anna Kiełbasińska Pologne                                                 | 22 s 93 (PB)        | Rebekka Haase Allemagne                                                 | 22 s 98            |
| 400 m | Lisanne de Witte Pays-Bas                                                      | 51 s 71 (PB)       | Olha Zemlyak Ukraine                                                      | 51 s 88             | Laura Müller Allemagne                                                  | 52 s 09            |
| 800 m | Olha Lyakhova Ukraine                                                          | 2 min 3 s 09       | Yusneysi Santiusti Italie                                                 | 2 min 3 s 56        | Esther Guerrero Espagne                                                 | 2 min 3 s 70       |
| 1 500 m | Konstanze Klosterhalfen Allemagne                                              | 4 min 9 s 57       | Angelika Cichocka Pologne                                                 | 4 min 12 s 16       | Nataliya Pryshchepa Ukraine                                             | 4 min 13 s 51 (SB) |
| 3 000 m | Sofia Ennaoui Pologne                                                          | 9 min 1 s 24       | Hanna Klein Allemagne                                                     | 9 min 1 s 64        | Simona Vrzalová Tchéquie                                                | 9 min 2 s 77 (PB)  |
| 5 000 m | Ana Lozano Espagne                                                             | 15 min 18 s 40     | Yuliya Shmatenko Ukraine                                                  | 15 min 30 s 36 (SB) | Alina Reh Allemagne                                                     | 15 min 32 s 50     |
| 3 000 m steeple | Gesa Felicitas Krause Allemagne                                                | 9 min 27 s 02      | Lennie Waite Royaume-Uni                                                  | 9 min 43 s 33 (SB)  | Irene Sanchez Espagne                                                   | 9 min 43 s 51      |
| 100 m haies | Pamela Dutkiewicz Allemagne                                                    | 12 s 75            | Alina Talay Biélorussie                                                   | 12 s 91             | Hanna Plotitsyna Ukraine                                                | 13 s 05            |
| 400 m haies | Eilidh Doyle Royaume-Uni                                                       | 54 s 60 (SB)       | Yadisleidy Pedroso Italie                                                 | 55 s 39 (SB)        | Olena Kolesnychenko Ukraine                                             | 55 s 51            |
| 4 × 100 m | Allemagne Lara Matheis Alexandra Burghardt Gina Lückenkemper Rebekka Haase     | 42 s 47 (CR)       | Pologne Kamila Ciba Marika Popowicz-Drapała Anna Kiełbasińska Ewa Swoboda | 43 s 07             | Ukraine Olesya Povh Hrystyna Stuy Yana Kachur Elyzaveta Bryzhina        | 43 s 09            |
| 4 × 400 m | Pologne Iga Baumgart Patrycja Wyciszkiewicz Martyna Dąbrowska Małgorzata Hołub | 3 min 27 s 60 (EL) | Ukraine Kateryna Klymyuk Olha Lyakhova Anastasiya Bryzhina Olha Zemlyak   | 3 min 28 s 02       | Allemagne Laura Müller Nadine Gonska Hannah Mergenthaler Ruth Spelmeyer | 3 min 28 s 47      |
| Saut en hauteur | Kamila Lićwinko Pologne                                                        | 1,97 m (=SB)       | Marie-Laurence Jungfleisch Allemagne                                      | 1,97 m (SB)         | Michaela Hrubá Tchéquie Alessia Trost Italie                            | 1,94 m             |
| Saut à la perche | Katerina Stefanidi Grèce                                                       | 4,70 m             | Iryna Zhuk Biélorussie                                                    | 4,60 m (PB)         | Ninon Guillon-Romarin France                                            | 4,45 m             |
| Saut en longueur | Claudia Salman Allemagne                                                       | 6,66 m             | Rougui Sow France                                                         | 6,45 m              | Maryna Bekh Ukraine                                                     | 6,43 m             |
| Triple saut | Paraskeví Papahrístou Grèce                                                    | 14,24 m (SB)       | Kristin Gierisch Allemagne                                                | 14,11 m             | Jeanine Assani-Issouf France                                            | 14,00 m            |
| Lancer du poids | Aliona Dubitskaya Biélorussie                                                  | 18,39 m            | Melissa Boekelman Pays-Bas                                                | 17,72 m             | Paulina Guba Pologne                                                    | 17,67 m            |
| Lancer du disque | Mélina Robert-Michon France                                                    | 62,62 m            | Nadine Müller Allemagne                                                   | 62,57 m             | Hrisoula Anagnostopoulou Grèce                                          | 59,28 m            |
| Lancer du marteau | Hanna Malyshchyk Biélorussie                                                   | 74,56 m            | Malwina Kopron Pologne                                                    | 73,06 m             | Alyona Shamotina Ukraine                                                | 70,02 m (PB)       |
| Lancer du javelot | Barbora Špotáková Tchéquie                                                     | 65,14 m (SB)       | Tatsiana Khaladovich Biélorussie                                          | 64,60 m             | Marcelina Witek Pologne                                                 | 60,98 m (SB)       |
| Records et Performances - AR : Record continental (area record) - CR : Record des championnats (championship record) - MR : Record du meeting (meet record) - NR : Record national (national record) - OR : Record olympique (olympic record) - PR : Record paralympique (paralympic record) - PB : Record personnel (personal best) - SB : Meilleure performance personnelle de la saison (season's best) - WL : Meilleure performance mondiale de l'année (world leader) - WJR : Record du monde junior (world junior record) - WR : Record du monde (world record) Circonstances et Conditions - DNF : N'a pas terminé (did not finish) - DNS : N'a pas pris le départ (did not start) - DQ : Disqualification (disqualification) - NM : Aucun essai valable enregistré (No Mark) - Q : Qualifié « directement » au prochain tour (ou à la prochaine compétition), lors d'une compétition majeure, grâce au classement ou à la réalisation des minima (automatic qualifier) - q : Qualifié au prochain tour (ou à la prochaine compétition), lors d'une compétition majeure, grâce au repêchage ou à la réalisation de l'une des meilleures performances parmi celles des « non qualifiés directement » (grâce au meilleur temps ou à la meilleure distance par exemple) (secondary qualifier) |                                                                                |                    |                                                                           |                     |                                                                         |                    |

### Classement général
Classement final sur 40 épreuves.
|  | Vainqueur de la compétition |  | Relégation en division inférieure |

| Rang | Pays        | Pts   |
| ---- | ----------- | ----- |
| 1    | Allemagne   | 321.5 |
| 2    | Pologne     | 295   |
| 3    | France      | 270   |
| 4    | Royaume-Uni | 269   |
| 5    | Espagne     | 242.5 |
| 6    | Ukraine     | 236.5 |
| 7    | Italie      | 221   |
| 8    | Tchéquie    | 214.5 |
| 9    | Grèce       | 196.5 |
| 10   | Biélorussie | 188.5 |
| 11   | Pays-Bas    | 175   |

## Première Ligue

### Pays participants
| - Belgique - Bulgarie - Danemark - Estonie - Finlande - Irlande | - Norvège - Portugal - Roumanie - Suède - Suisse - Turquie |

Les 3 pays nordiques, Suède, Finlande et Norvège, ont été relégués de la Super Ligue 2015.
Le Danemark et la Bulgarie ont été promues de Seconde Ligue. Les compétitions se dérouleront dans le Karl's Stadium de Vaasa (en finnois Kaarlen kenttä).

### Résultats
Classement après 40 épreuves :
1. Suède 321,5 points, promue en Super Ligue,
2. Finlande 315,5 pts, promue
3. Suisse 306,5 pts, promue (pour la première fois en Super Ligue)
4. Turquie 303 pts
5. Portugal 286 pts
6. Norvège 273,5 pts
7. Roumanie 247 pts
8. Belgique 232,5 pts
9. Irlande 227 pts
10. Estonie 204 pts, reléguée,
11. Bulgarie 194,5 pts, reléguée,
12. Danemark 187 pts, relégué.

## Seconde Ligue

### Pays participants
12 équipes participantes au lieu de 8 en 2015, à Tel Aviv :
| - Autriche - Chypre - Croatie - Hongrie - Islande - Israël | - Lettonie - Lituanie - Moldavie - Serbie - Slovénie - Slovaquie |

### Résultats
Après 40 épreuves :
1. Hongrie, 372,5 points, promue en Première Ligue,
2. Slovaquie, 306,5 pts, promue
3. Lituanie, 298,5 pts, promue
4. Slovénie, 296 pts,
5. Lettonie, 258 pts,
6. Chypre, 258 pts,
7. Croatie, 253,5 pts,
8. Israël, 243 pts,
9. Autriche, 240,5 pts,
10. Serbie, 238,5 pts, reléguée
11. Islande, 181,5 pts, reléguée
12. Moldavie, 166,5 pts, reléguée.

## Troisième Ligue
Les pays participants à Marsa, sur deux jours de compétition seulement, devaient être initialement au nombre de douze, avec le retour probable de l'Arménie qui a boycotté les Jeux européens à Bakou et la première apparition du Kosovo. Mais ni ce dernier ni l'Albanie, pourtant éligibles, ne participent finalement et le nombre de nations se limite à dix. Le site est celui du Matthew Micallef St John Athletics Stadium. En février 2017, l'EAA annonce dix pays participants.
- Azerbaïdjan,
- Bosnie-Herzégovine,
- Luxembourg,
- Géorgie,
- Malte,
- Monténégro,
- Andorre,
- Macédoine,
- Association des petits États d'Europe (AASSE), (comprenant Monaco, Saint-Marin et Liechtenstein)
- Arménie.

### Résultats
Après 40 épreuves :
1. Luxembourg, 317 points, promu
2. Bosnie-Herzégovine, 266 pts, promue
3. Géorgie, 262 pts, promue
4. Malte, 261,5 pts,
5. Monténégro, 243,5 pts,
6. Arménie, 217 pts,
7. Macédoine du Nord, 179 pts,
8. Andorre, 132 pts,
9. AASSE, 118 pts,
10. Azerbaïdjan, 90 points.